# Кросс, Флора
Флора Кросс (англ. Flora Cross; 11 января 1993, Париж) — американская актриса.

## Биография
Кросс родилась в Париже, дочь Джозефа Кросс. Её мать развелась с отцом когда ей было 6 лет, с тех пор они увиделись всего раз. У неё двое старших братьев которые тоже актёры, Харли Кросс и Эли Маринталь. По национальности Флора Кросс еврейка.

## Карьера
Сыграла главную роль Элизы в 2005 году в фильме Bee Season (Сезон пчёл). Затем сыграла роль Ингрид в 2007 году в фильме Марго на свадьбе.